# Ernesto de Baden-Durlach
Ernesto de Baden-Durlach (em alemão:  Ernst von Baden-Durlach; Pforzheim, 7 de outubro de 1482 – Sulzburg, 6 de fevereiro de 1553), foi um nobre alemão, pertencente à Casa de Zähringen, e que foi Margrave de Baden-Durlach. 
Foi o fundador da Linha Ernestina da Casa de Baden, a linha de que descendem os Grão-Duques de Baden. 

## Biografia
Ernesto era o sétimo filho de Cristóvão I de Baden e da sua mulher Otília de Katzenelnbogen. De início, como a maior parte dos seus irmãos, foi destinado ao clero sendo ordenado em 1496 em Graben-Neudorf pelo Vigário geral da Diocese de Espira. Mas ele não estava disposto a renunciar à herança e alterou a sua carreira religiosa para uma militar. Em 1509 participou na campanha do Imperador Maximiliano I contra a República de Veneza.
O pai, para evitar a desagregação dos estados, pretendia entregar Baden apenas ao filho que considerava mais capaz, Filipe I, mas a contestação de Ernesto e de outro irmão, Bernardo, fez com que o pai retrocedesse nas intenções iniciais. A 18 de junho de 1511, Cristóvão I solicitou que os estados de Rötteln, Sausenberg e Badenweiler saudassem Filipe, mas eles recusaram. Posteriormente, novas recusas ocorreram, nomeadamente em 1512 em Kandern, que se recusou a prestar homenagem a Filipe, dado que não pretendiam envolver-se nas disputas internas da Casa de Baden. Ernesto ameaçara os Estados que ele responderia com violência se eles prestassem homenagem ao seu irmão.

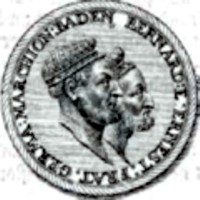
Medalha celebrando o acordo de 1533, com as faces de Bernardo III de Baden-Baden (primeiro plano) e Ernesto de Baden-Durlach (por trás).

Assim, a partir de 1515, Ernesto, conjuntamente com os seus dois irmãos Filipe e Bernardo II, administraram a Marca de Baden. O governo conjunto durou até 1533, ano em que Filipe faleceu sem descendência masculina e, os dois irmãos Ernesto e Bernardo, partilharam entre si as terras de Filipe criando, assim, duas linhas da Casa de Baden:
- Linha Ernestina (Protestante) com origem em Ernesto e que governou Baden-Durlach;
- Linha Bernardina (Católica), com origem em Bernardo III e que governou Baden-Baden.

A linha Bernardina extinguiu-se em 1771, permitindo ao Margrave Carlos Frederico, da linha Ernestina, reunir toda a Marca de Baden.
Após a partilha de 1533, Ernesto instalou-se em Pforzheim em 1537 sendo, por isso, chamado Margrave de Baden-Pforzheim. Mas em 1565, o seu filho Carlos II mudou a capital para Durlach e, assim, o nome do estado ficou definitivamente conhecido por Baden-Durlach.
Ernesto viveu em tempos conturbados lidando com o novo movimento da Reforma e com as exigentes Guerras Otomanas. Tentou sempre manter uma posição de neutralidade entre Católicos e  Protestantes, não tendo participado na Guerra de Esmalcalda.

## Casamento e descendência

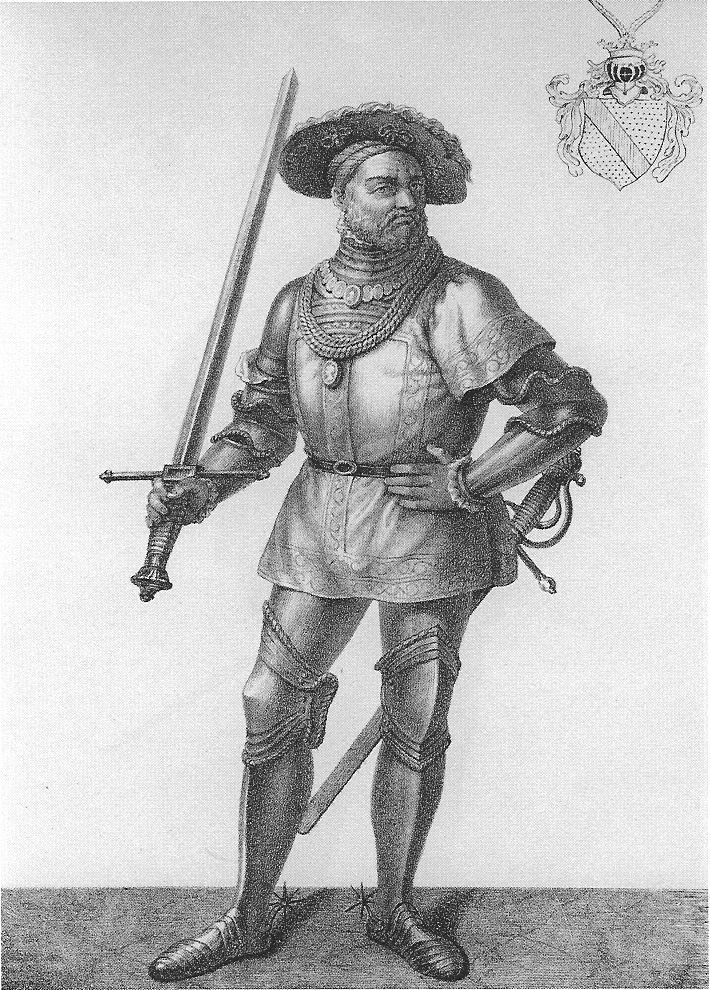
Gravura de Ernesto de Baden-Durlach.

Ernesto casou por três vezes, embora as suas duas últimas alianças fossem consideradas morganáticas.
- A 29 de setembro de 1510, Ernesto casou com Isabel de Brandenburgo-Ansbach-Kulmbach (1494-1518), filha do Margrave Frederico I de Brandemburgo-Ansbach. Deste casamento nasceram sete filhos:

1. Alberto (Albrecht) (1511-1542), que participo nas guerras austríacas contra os turcos em 1541 na Hungria e morreu no regresso, em Wasserburg am Inn;
2. Ana (Anna) (1512-1579), que casou com o Conde Carlos I de Hohenzollern (1516-1576);
3. Amália (Amalie) (1513-1594), que casou com o Conde Frederico II de Löwenstein (1528-1569);
4. Maria Jaqueline (Maria Jakobäa) (1514-1592) que casou com o Conde Wolfgang II de Barby (1531-1615);
5. Maria Cleofa (Marie Cleopha) (1515-1580), que casou com o Conde Guilherme de Schultz (morreu ca. 1566);
6. Isabel (Elizabeth) (1516-1568), que casou primeiro com o Conde Gabriel von Salamanca-Ortenburg (morto em 1539) e, em segundas núpcias, com o Conde Conrado II de Castell (1519-1577);
7. Bernardo IV (Bernhard) (1517-1553), que sucedeu ao pai na Marca de Baden-Durlach.

- A 1518, Ernesto voltou a casar com Ursula de Rosenfeld (morta em 1538), filha de Jorge de Rosenfeld.[3] Foi considerado um casamento morganático.[4] Durante a vida de Ernesto foi controverso se o seu filho Carlos poderia ou não herdar os estados. Por fim, Carlos acabou por suceder ao seu meio-irmão Bernardo IV, dado que os primods da Linha Bernardina não se opuseram. Em 1594, este casamento morganático foi citado na Corte Imperial como um argumento quando Ernesto Frederico (um neto de Ernesto) contestou o direito à sucessão dos filhos que Eduardo Fortunato tivera com Maria de Eicken. Deste segundo casamento nasceram três filhos: [5]

1. Margarida (Margarete) (1519–1571), que casou com o Conde Wolfgang II de Oettingen (1511-1572);
2. Salomé (Salome) (morta em 1559), que casou com o conde Ladislas de Hag (1495-1566);
3. Carlos II (Karl) (1529-1577), que sucedeu ao seu meio irmão, Bernardo IV.

- A 1 de março de 1544 Ernesto voltou a casar com Ana Bombast de Hohenheim (morta em 1574), que também foi um casamento morganático, mas que não teve qualquer descendência.